# Газопереробний завод Хайян (Джихар)
Газопереробний завод Хайян (Джихар) — підприємство сирійської нафтогазової промисловості, розташоване в центральній частині провінції Хомс.
Завод спорудила Hayan Petroleum Company, яка виступала компанією-оператором за концесійною угодою між Сирією та іноземним інвестором хорватською Industrija Nafte (INA). Майданчик для ГПЗ обрали на газоконденсатному родовищі Джихар, крім того, за допомогою газозбірної мережі сюди повинна надходити продукція родовищ Аль-Махр (газоконденсатне) та Аль-Джазал (нафтове).
Завод, який став до ладу в 2010—2011 роках, міг щодобово випускати 2,7 млн м3 товарного газу та 5 тисяч барелів газового конденсату. Також він має вилучати зріджений нафтовий газ (пропан-бутанову фракцію) в обсягах до 180 тисяч тонн на рік.
Товарний газ міг видаватись через трубопроводи Арак – Хомс – Зайзун, Омар та Джбейсса – Хомс, які поблизу ГПЗ Хайян прямують в одному коридорі.
Під час громадянської війни 2010-х років завод зазнав серйозних пошкоджень.